# L'Homme nu (film, 1913)
Pour les articles homonymes, voir L'Homme nu (homonymie).
Pour plus de détails, voir Fiche technique et Distribution.
L'Homme nu est un film français réalisé par Henri Desfontaines sorti en 1913.

## Fiche technique
- Réalisateur : Henri Desfontaines
- Scénario : Marie Thierry
- Société de production : Pathé Frères
- Société de distribution : Pathé Frères
- Format : Muet - Noir et blanc - 1,33:1 - 35 mm
- Pays d'origine : France
- Année de sortie : 1913

## Distribution
- Raimu
- Louise Willy
- André Bacqué
- Natacha Trouhanova